# George Lewis Scott
George Lewis Scott (1708-1780) fue un matemático y figura literaria, quien posteriormente fue tutor del futuro Jorge III del Reino Unido desde 1751 hasta 1755. Amigo del historiador Edward Gibbon, el poeta James Thomson y otros miembros de la Época georgiana en el mundo literato, era descrito como ‘quizás el más experimentado de todos los matemáticos aficionados que nunca dieron sus obras al mundo’.
Estuvo casado por un corto tiempo con la escritora Sarah Scott, pero se separaron después de menos de un año. Su hermano menor Caroline Frederick Scott era oficial de la armada que ganó reputación por la brutalidad de las secuelas de los Levantamientos jacobitas en 1745.

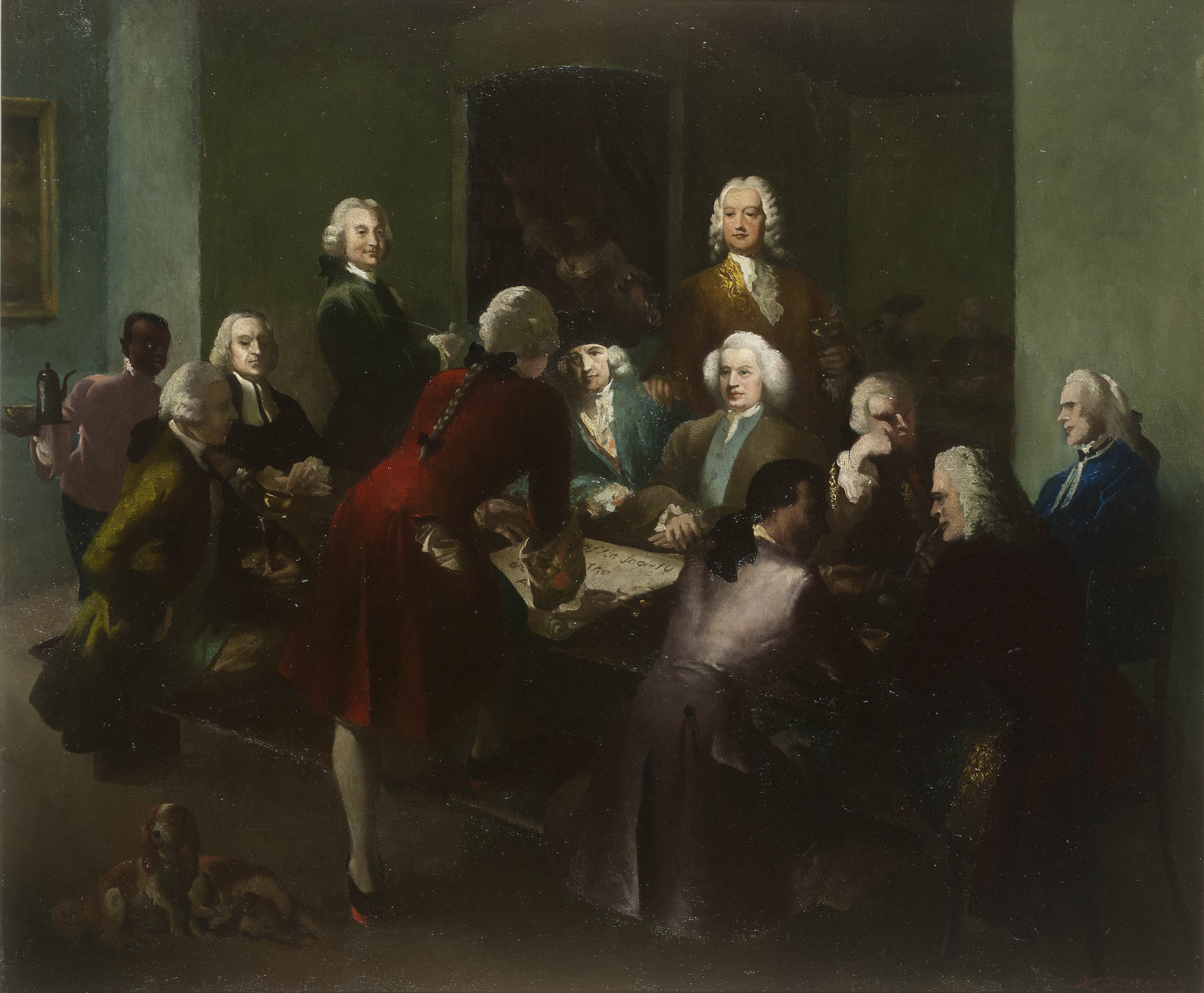
Reunión de la sociedad real; Scott se hizo miembro en 1737

## Vida

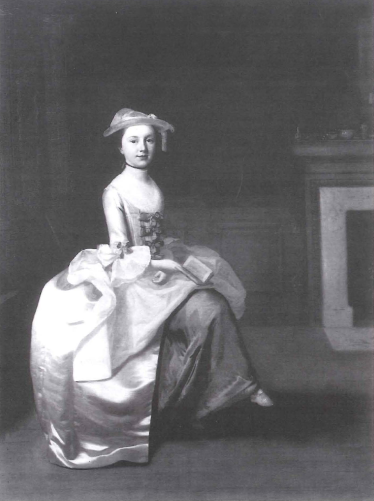
Sarah Scott; casada en 1751, se separaron en 1752.

George Lewis Scott nació en Hannover en 1708, el mayor de tres hijos de James (o George) Scott y Marion Stewart, hija de Sir James Stewart, jefe de la Oficina de la Corona de Escocia. Su padre era amigo cercano de Jorge I, luego Elector de Hanover y tuvo puestos diplomáticos en varias cortes alemanas. La intervención de Hanover en la Gran Guerra del Norte hizo de esta una posición extremadamente sensible e importante y James estuvo muy involucrado en las negociaciones para ponerle fin.
Su hermano menor Caroline Frederick (1711-1754) fue nombrado después de Carolina de Brandeburgu-Ansbach (1683-1737), esposa de Jorge II y madre del duque Guillermo Augusto de Cumberland. Cuando James falleció en 1726, Marion se mudó a la República Holandesa para que sus hijos estudiaran en la Universidad Leiden. George también estudió derecho en Middle Temple en Londres, aunque parecer ser que no ejerció como abogado.
En junio de 1751, se casó con la novelista Sarah Robinson; se separaron en abril de 1752, George aceptó pagarle £100 anualmente. Las razones se desconocen pero los dos se referían uno del otro con amargura por el resto de sus vidas.

## Carrera

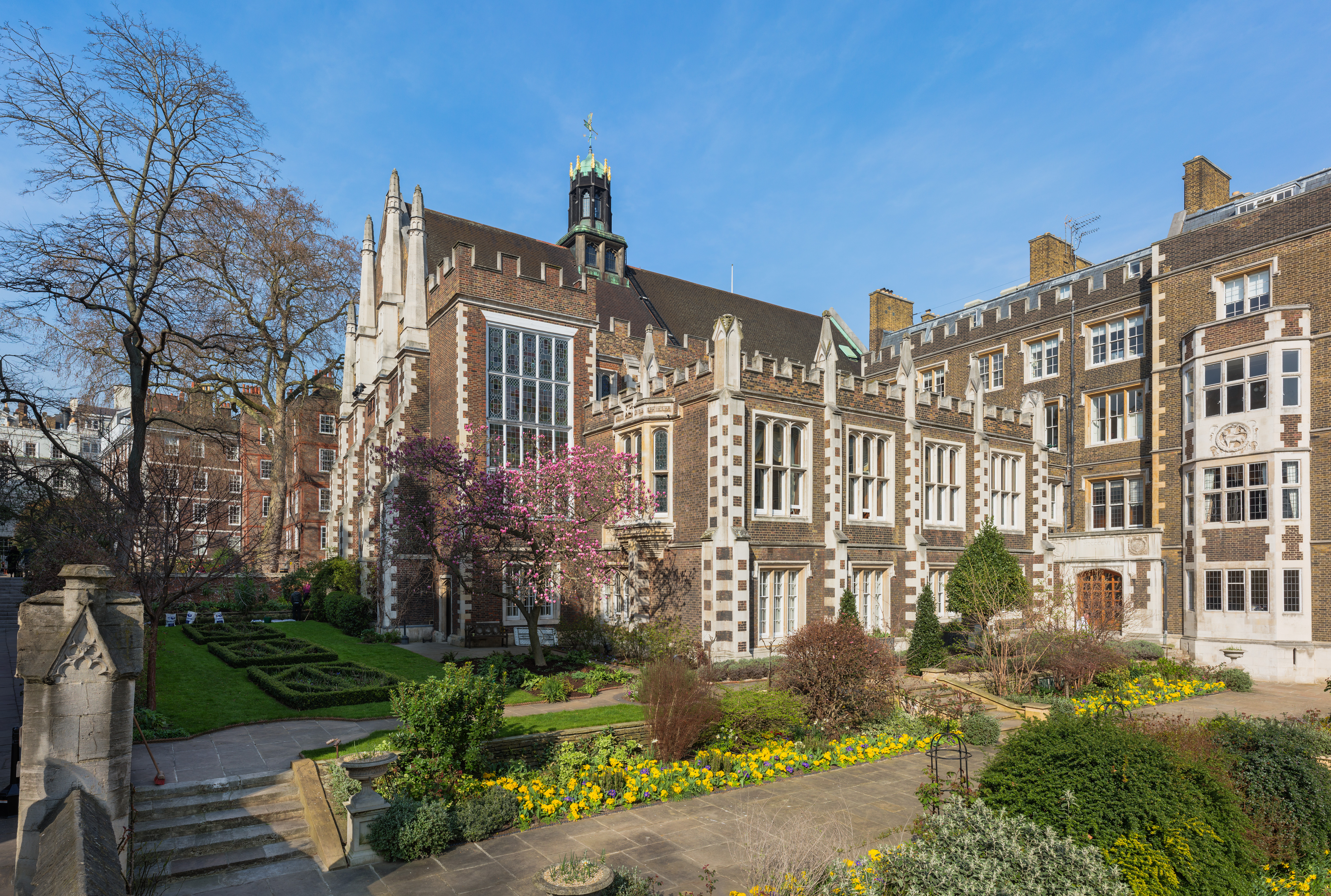
Middle Temple en Londres, donde Scott estudió derecho.

Middle Temple fue uno de los cuatro Inns of Court, todos localizados cerca uno del otro y aunque Scott rara vez usaba su calificación, hizo varios amigos allí. Incluían al enciclopedista Ephraim Chambers (1680-1740), que vivía en Gray's Inn y Thomas Robinson (1714-1747), hermano de su futura esposa Sarah, que estudió en Lincoln's Inn.
Empezó su carrera literata comparte de un círculo londinense de expatriados escoceses, entre ellos el poeta James Thomson y el editor Andrew Millar. Los tres eran miembros de la Sociedad para el Fomento de Aprendizaje, una de las iniciativas establecidas en Escocia durante la década de 1730s. Se volvió miembro de la Sociedad de Anticuarios el 3 de junio de 1736 y fue nombrado miembro de la Sociedad Real el 5 de mayo de 1737.
Se sugiere que estudió bajo el matemático hugonote Abraham de Moivre, quien vivió en Londres durante muchos años. Fue considerado experto en el campo, como demuestra su nombramiento de la Junta de Longitud en la década de 1760. A través de su madre, estuvo lejanamente relacionado con William Trail (1746-1831), Presidente de Matemáticas en la Universidad de Aberdeen  desde 1767 hasta 1779 y los dos fueron corresponsales frecuentes. El matemático Robert Simson era otro amigo; algunas de sus cartas fueron impresas en Trail's Life of Simson.
En ocasiones, Scott actuaba como agente literato para el ex estadista jacobina y el ideólogo conservador vizconde de Bolingbroke. En noviembre de 1750, Bolingbroke recomendó Scott al príncipe Federico Luis de Gales, como un perceptor o tutor adecuado para hijo, el futuro de George III. La perspectiva de un ingreso estable permitió a Scott casarse con Sarah Robinson, hermana de su amigo Thomas, y alquilaron una casa en Leicester Square, Londres.
Cuando el príncipe Federico falleció en abril de 1751, su hijo se convirtió en Príncipe de Gales y Thomas Hayter, Obispo de Norwich, fue nombrado preceptor o tutor principal. Hayter era un político whig, mientras que Scott era visto como un jacobina y su primo, el economista James Steuart, había sido exiliado por su parte en los Levantamientos jacobitas de 1745. Se distribuyó un memorando, supuestamente escrito por Horace Walpole, que implicaba que George estaba rodeado de jacobitas, lo que provocó un feroz debate político y divisiones entre Hayter, Scott y otros miembros de la casa del Príncipe.
En abril de 1752, Sarah fue sacada de la casa familiar por su padre y hermanos por razones no reveladas, aunque hubo una serie de rumores. Scott aceptó pagarle £ 100 anualmente, aunque nunca se divorciaron formalmente. Una sugerencia fue que Scott la envenenó; discutiendo su educación en la vida posterior, George III afirmó que Hayter fue responsable de esto.
Cuando falleció en 1740, Chambers le dejó materiales para un suplemento de su Diccionario de Artes y Ciencias. A Scott se le pidió preparar estos materiales para la publicación; los dos volúmenes aparecieron en 1753 y se dice ser que recibió £ 1,500 por sus servicios. Aunque fue despedido como tutor de George en 1755, fue nombrado comisionado de impuestos especiales en 1758 y sirvió en la Junta de Longitud, testimonio de su reputación como matemático.
En 1767, Edward Gibbon y Jacques Georges Deyverdun le pidieron que proporcionara un documento "sobre el estado actual de las ciencias físicas y matemáticas" en Inglaterra, para incluirlo en las Mémoires Littéraires de la Grande-Bretagne. En 1775, Gibbon le envió parte de su Historia de la decadencia y caída del Imperio romano para comentarios.
Siendo parte de la intelectualidad de Londres, aparece con frecuencia en cartas de amigos y conocidos. Era considerado un excelente músico y ayudó a Johann Christoph Pepusch con un artículo para la Royal Society sobre música griega antigua. George Rose, quien fue Tesorero de la Armada de 1807 a 1818, lo elogió como "amable, honorable, templado y una de las disposiciones más dulces que he conocido". Descrito como "alto y grande", Fanny Burney lo describió como "muy sociable y chistoso".
Era amigo cercano de Samuel Johnson y Lord Auchinleck, padre del biógrafo James Boswell, quien se refiere a que Scott fue "muy amable y educado conmigo". Una de sus conexiones más importantes fue el teórico político Thomas Paine, quien se refiere a él en 1779 y cuyas opiniones sobre George III supuestamente se obtuvieron de las conversaciones con Scott. También le presentó a Benjamin Franklin, un acto con profundos resultados para Estados Unidos y Europa.
Falleció en Londres el 7 de diciembre de 1780.